# Kunreuth
Kunreuth é um município da Alemanha, no distrito de Forchheim, na região administrativa da Alta Francónia, estado de Baviera. Pertence ao Verwaltungsgemeinschaft de Gosberg.